# Ластівка сільська
Ластівка сільська (Hirundo rustica) — невеликий птах ряду горобцеподібних, найпоширеніший вид ластівок у світі. Це перелітний птах, що мешкає в Європі, Азії, Африці і Америці. Відрізняється довгим хвостом з глибоким розрізом у формі вилки та вигнутими гострими крилами.

## Зовнішній вигляд

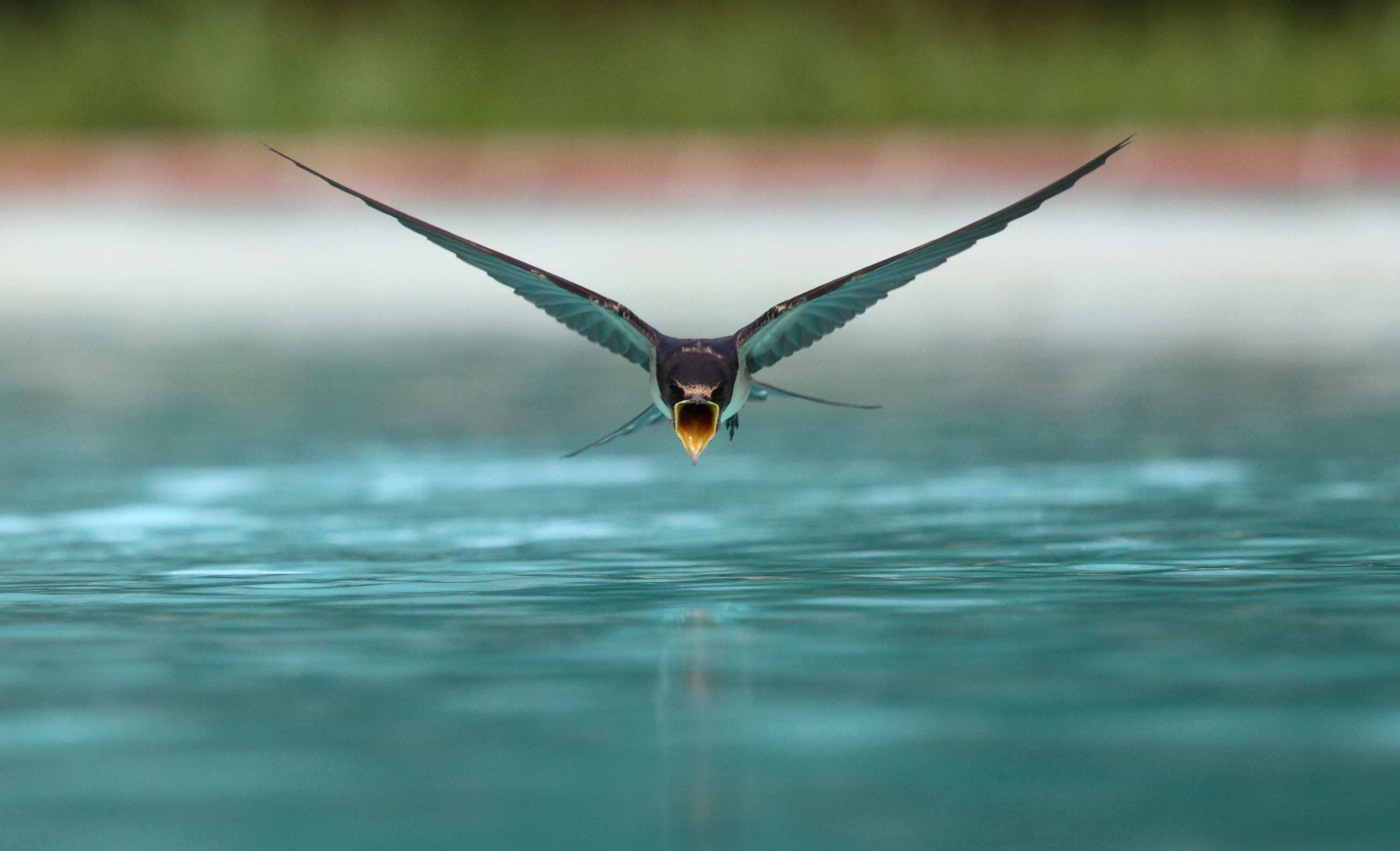
Сільська ластівка п'є воду під час польоту на [https://commons.wikimedia.org/wiki/Commons:Picture_of_the_Year/2013/Results/R2 фотографії року 2013

Верхня сторона ультрамариново-синя, черевце біле або рудувате, надхвістя темно-синє або рудувате, хвіст у дорослих птахів з довгим і тонким крайнім кермовим пір'ям — «косами». Лоб і шия червоно-коричневі, у поперек горла чорна смуга — «нашийник»; решта пір'я низу біле, з кремовим відтінком; махові пера чорні, з полиском; хвіст чорний, вилоподібний, стернові пера з білими плямами, дзьоб і ноги чорні.

## Поведінка і поширення
Спів сільських ластівок нагадує щебет, який закінчується характерним дзвінким звуком. Ведуть зграйний спосіб життя, збираються у великі групи і разом сідають на дроти електропередач, антени та інші високі споруди. Частіше, ніж інші види ластівок, сідають на землю. Вони також гніздяться великими колоніями. Всередині колонії кожна пара захищає територію навколо свого гнізда. У Європі ця територія становить 4-8 м². Політ ластівки швидкий, маневровий, за деяких погодних умов літає пори самій землі, воду може пити з поверхні водойм на льоту. Цікавою є поведінка ластівок, коли вони бачать поблизу місця гніздування котів. Вони високо підіймаються і різко падають вниз, намагаючись налякати кота.
Тримається відкритих просторів біля сіл, на околицях міст. У негніздовий період часто зустрічається біля водойм. Біля них, а також у калюжах, болотах та інших вологих місцях ластівки збирають землю та багно, скріплюючи своєю слиною, вони будують з цього матеріалу свої гнізда. Грудочки землі перекладаються соломинками або волоссям — виходить дуже міцна, відкрита зверху споруда, прикріплена боком до вертикальної поверхні. Усередині гніздо вистилається м'якими травинками, пір'ям і волоссям.
Ластівка сільська поширена на всій території України. З року в рік птахи повертаються до одного й того ж місця. Але старе гніздо звичайно не займається, навіть якщо воно й добре збереглося, а поруч з торішнім гніздом пара птахів будує нове. Пташки часто займають горища дерев'яних будинків, прикріплюючи свої гнізда біля самої стелі на стіні або балках.

## Живлення
Їжа сільських ластівок складається виключно з добре літаючих комах: мух і комарів, жуків, метеликів, бабок. Часто, літаючи понад землею, пташки на льоту схоплюють комах із землі — павуків і гусениць.

## Гніздування

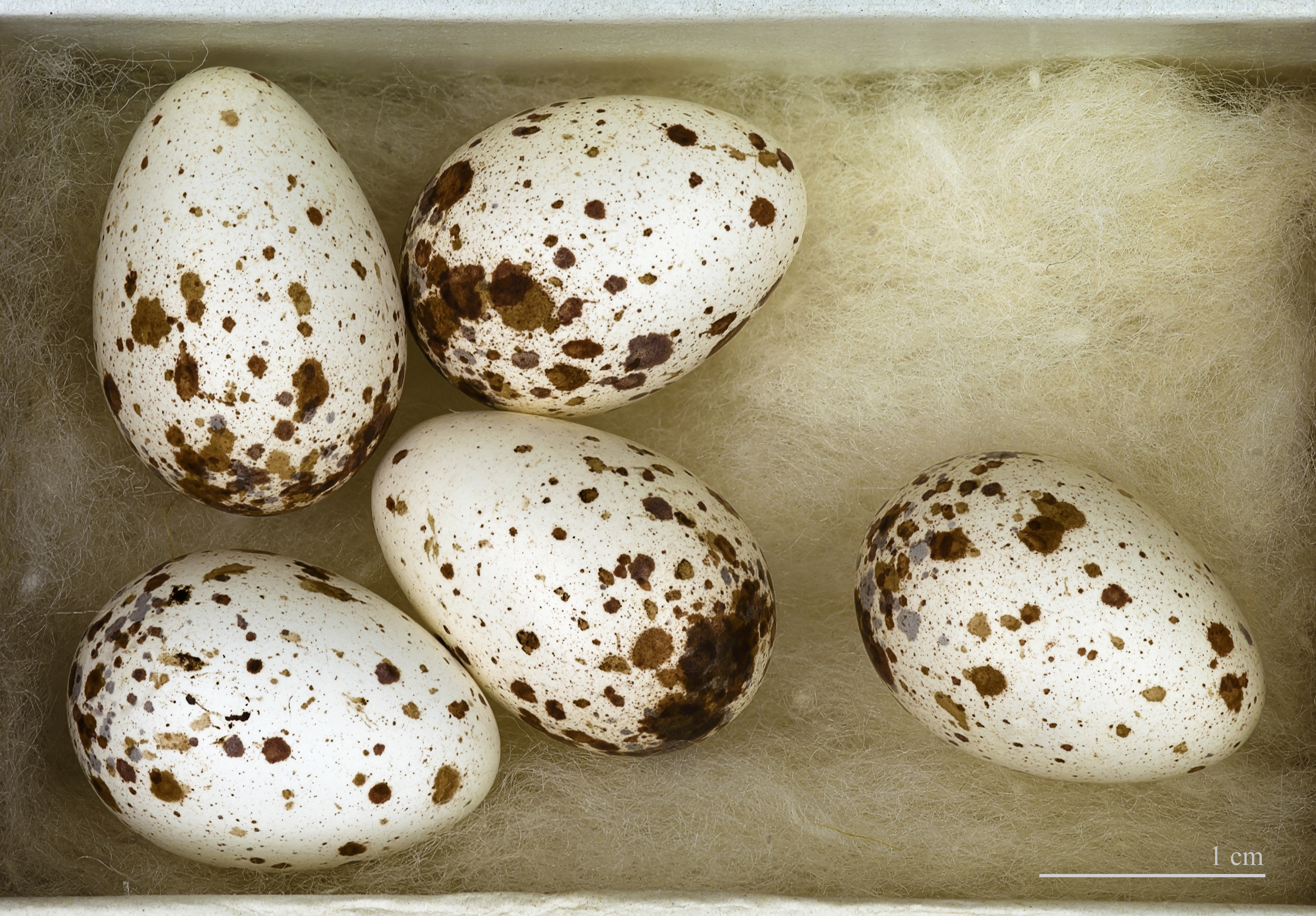
Hirundo rustica

Місця гніздування: Гніздиться в селах. У містах зустрічається рідко, поступаючись там місцем міській ластівці. У містах віддає перевагу сектору індивідуальної забудови. На Кавказі зрідка гніздиться в скелястих ущелинах.
Прилітає в другій половині квітня. У травні відбувається спорудження гнізда і відкладання яєць. У північних частинах гніздового ареалу в році 1 кладка, в інших звичайно 2. Перша кладка складається частіше з 4-6 яєць, друга з 3-5. Яйця білого кольору з сірими і буро-червоними цяточками й плямами. Самка сама насиджує кладку протягом 14 — 15 днів.
Пташенят, що вилупилися, батьки годують весь день, роблячи разом за день до 600 польотів. Пташенята залишають гніздо у віці 3 тижнів, а батьки догодовують їх ще кілька днів. Потім, стаючи самостійними, молоді птахи збираються у великі зграї і в пошуках їжі літають по прирічкових луках, берегах озер і боліт. У вересні чисельність ластівок в окремих зграях збільшується до тисячі, іноді й більше, а тоді починається відліт до місць зимівлі.

## Міграція
На початку вересня ластівки сільські починають готуватися до міграції. Вони швидко й метушливо літають, часто збираються разом на телеграфних дротах. Більшість відлітає у вересні, причому першими — наймолодші. Хоча і в жовтні ще іноді можна побачити кількох ластівок, котрі не відлетіли. Подорож до Африки триває шість тижнів. Сільські ластівки з різних регіонів Європи летять у різні місцевості. Ластівки мігрують у світлий час доби, летять досить повільно, вночі вони відпочивають великими зграями в очеретяних заростях у традиційних місцях зупинок.

## Галерея

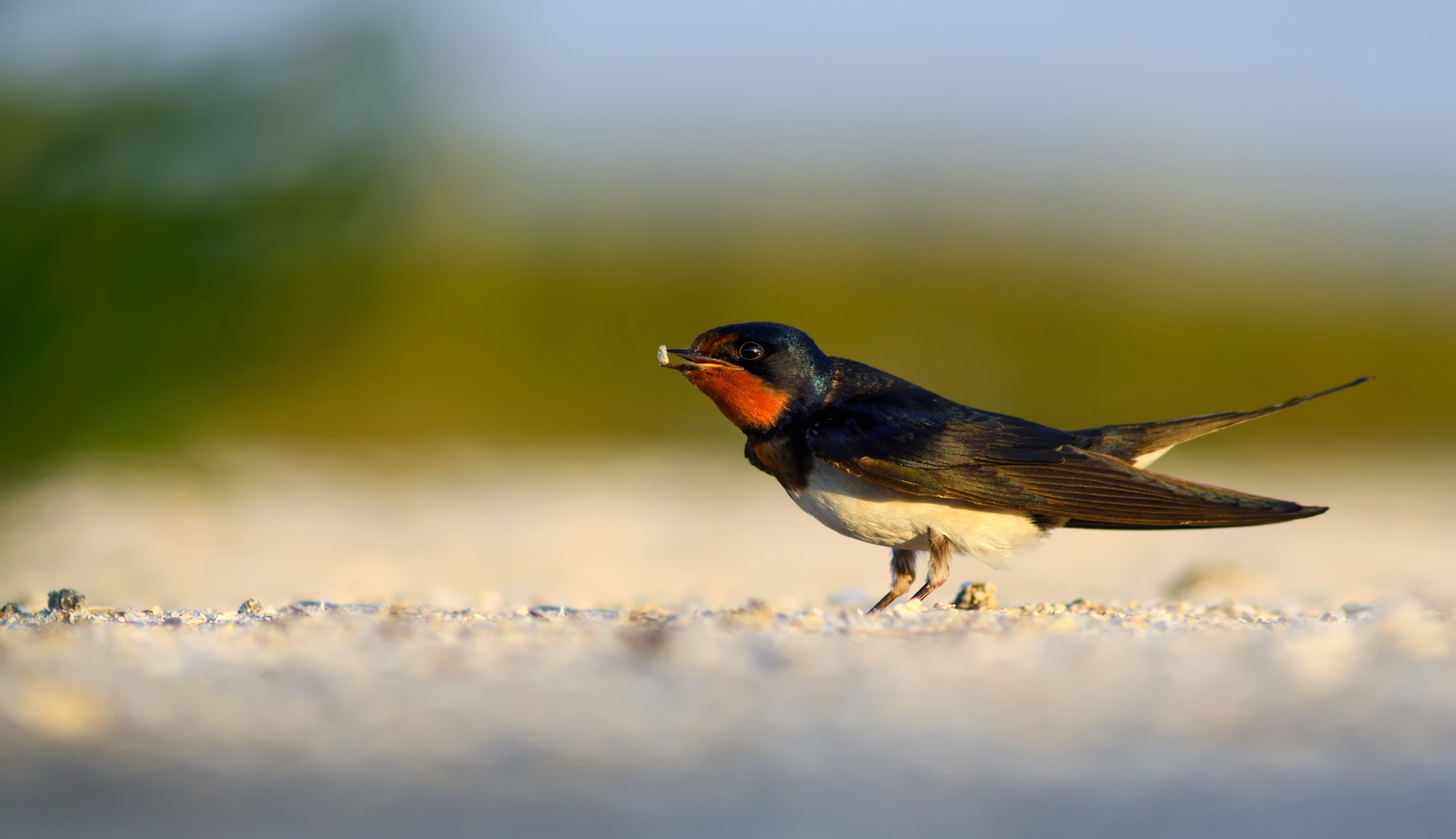
На березі Федотової коси, Азовське море.